# Luis Orlandini (futbolista)
Luis Orlandini (Asunción, Paraguay; 6 de diciembre de 1998) es un futbolista paraguayo. Juega de mediocampista o delantero y su equipo actual es el 3 de Noviembre de la Primera B de Paraguay.

## Clubes
| Club           | País     | Año             |
| -------------- | -------- | --------------- |
| 3 de Noviembre | Paraguay | 2017 - presente |